# Kipsta
Kipsta est une marque des sports collectifs du groupe Décathlon. Elle équipe ceux qui pratiquent différents sports collectifs.

## Historique
Créé en 1998, Kipsta est une marque dédiée aux sports collectifs du groupe Decathlon. Le siège social se trouve sur le campus de Villeneuve-d'Ascq (métropole lilloise) dans le nord de la France. Le siège mondial est situé dans l'écoquartier de l'Union, à Tourcoing.
La marque propose des produits à des prix accessibles pour le football, le basket-ball, le rugby, le volley-ball, le handball, le hockey sur gazon, le cricket et le baseball.
Kipstadium, un centre sportif de la marque Kipsta, est implanté au cœur des trois villes de Roubaix, Tourcoing et Wattrelos, sur les anciennes friches du dépôt de bus Transpole, de la brasserie Terken et du terrain de l’usine à gaz, au sein d’un grand parc paysagé de 78 000 m2. Les édifices de la halle Transpole et des bâtiments de Terken sont préservés dans leur majorité, créant un lien avec le passé.

## Étymologie
Kipsta est la compression de deux mots : KIP pour "équipe" et STA pour "stade", ce qui, par conséquent, signifie équipe de stade.

## Logos

Logo entre 2010 et 2017.
Logo depuis 2017.

## Clubs équipés par Kipsta

### Basket-ball
- Basket Club Maritime
- Entente Sportive Basket Villeneuve d'Ascq
- Lille Métropole Basket

### Football
- Tchad (de 2018 à 2021)
- Lille OSC (de 2001 à 2006)
- Valenciennes FC (de 2016 à 2018)
- KV Ostende (2020)
- Royal Excelsior Virton (de 2021-)
- Nîmes Olympique (de 2022-)
- AS Nancy-Lorraine (2022-)
- Ligue 1, pour les ballons de la saison 2022-2023 jusqu'à la saison 2026-2027[2].
- Charleroi (de 2023 à 2026)
- As Jeunesse Marquisienne
- RWD Molenbeek (de 2023 à 2026)
- Roda
- Ligue Europa et Ligue Europa Conférence, pour les ballons de la saison 2024/2025 à la saison 2026/2027[3].

### Futsal
- L84

### Roller-hockey
- Hockey Novara 1924

### Rugby
- Sénégal (de 2020 à 2022)
- Castres Olympique (de 2014 à 2018)
- Lille Métropole Rugby Club
- Union Sportive Bressane Pays de l'Ain (de 2020 à 2022)

### Volley-ball
- Nantes Rezé Métropole Volley
- Vero Volley Milan
- Vero Volley Monza